# Panorama de Waterloo
El panorama de Waterloo és una obra de l'any 1881 del pintor Charles Verlat i de l'escultor Frans Joris. Aquest últim va fer la seva aportació en forma de 300 motlles i escultures que formaven l'estructura. Fer el panorama va ser un projecte costós a causa de la seva magnitud de la pintura i pel lloc on s'havia de col·locar, que havia de ser un edifici circular amb un llum zenital. Finalment, es va acabar posant en un edifici de 27 metres d'alçada i uns 40 de diàmetre. El panorama consistia en una tela de 10 metres d'alçada i 120 metres de longitud. Tenia al voltant de 300 figures com soldats, canons, cavalls i d'altres motius de la batalla de Waterloo.

## El panorama a Barcelona[2]
L'estada del panorama de Waterloo a Barcelona va coincidir amb l'Exposició Universal de 1888. Es va col·locar en un edifici de 40 metres de diàmetre a Plaça Catalunya, rodejat de jardins i amb "La pajarera" i el Circ Eqüestre a la vora. L'empresa a càrrec de la construcció de l'edifici va ser la constructora Completamente Catalana.
El panorama va restar a la ciutat durant dos anys. Per entrar-hi s'havia de pagar el preu d'una pesseta i els espectadors veien la pintura de 1800 metres quadrats que mostrava el llenç.
Finalment, el panorama va ser desmuntat el 4 de juny de 1890. Pel que fa a l'edifici, tot i que es pretenia convertir en un teatre, va acabar sent demolit per la pressió dels veïns, propietaris i persones interessades en el terreny, es va acabar demolint.